# Margery Hinton
Margery Hinton   (Manchester, 25 de juny de 1915 - Manchester, 1996) va ser una nedadora anglesa que va competir durant les dècades de 1920 i dècada de 1930.
Durant la seva carrera esportiva va prendre part en tres edicions dels Jocs Olímpics: el 1928, 1932 i 1936. D'aquestes participacions destaca la quarta posició que aconseguí als Jocs de Los Angeles en els 200 metres braça.
Als Campionat d'Europa de natació guanyà tres medalles de bronze: en els 200 metres braça el 1931 i en els 4x100 metres lliures el 1934 i 1938. Als Jocs de l'Imperi Britànic guanyà cinc medalles: una d'or el 1938, una de plata el 1930 i tres de bronze, dues el 1934 i una el 1938.